# Piec (Tatry)

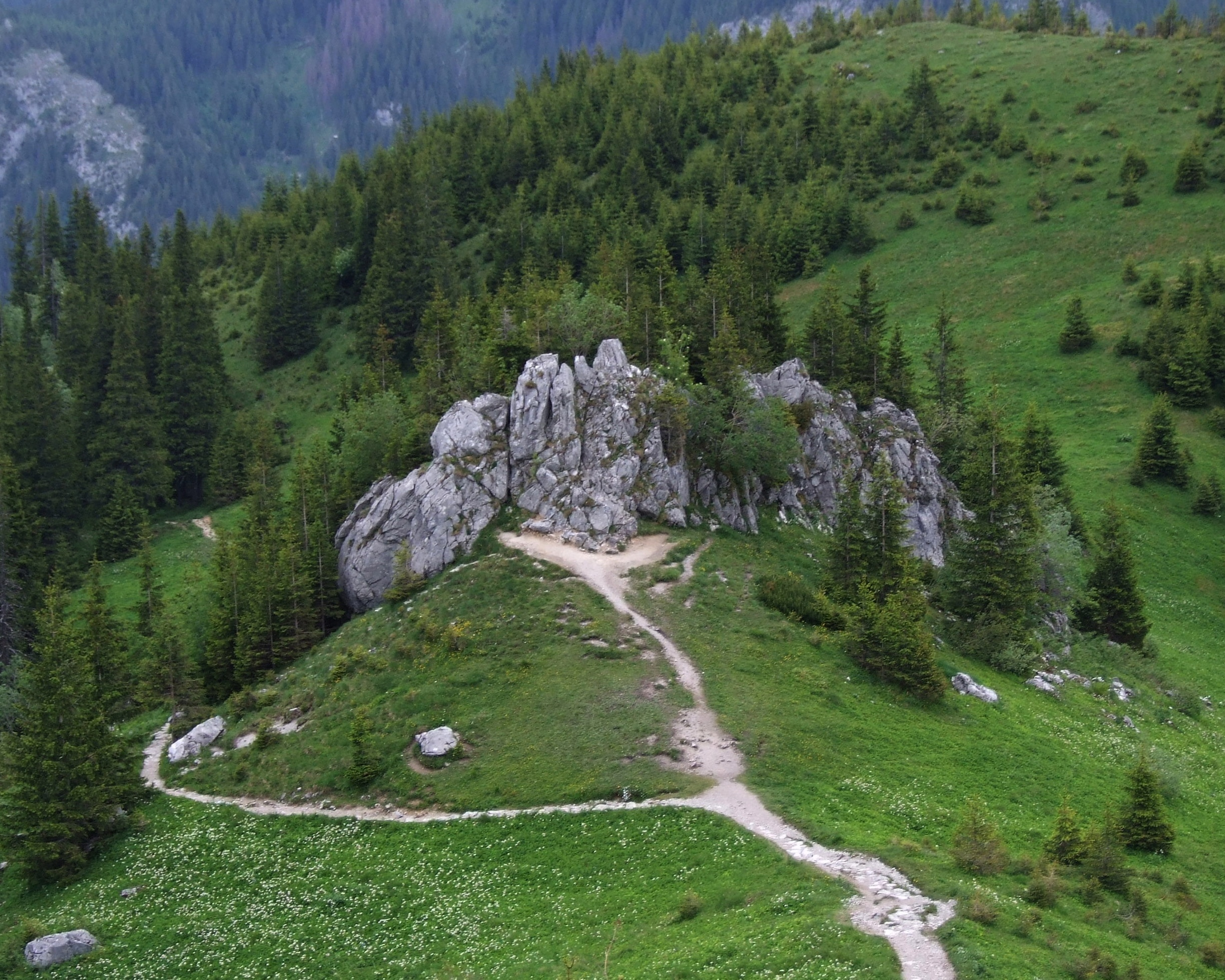
Piec

Piec (ok. 1460 m n.p.m.) – bardzo charakterystyczna skała wapienna wznosząca się w długiej północno-zachodniej grani Ciemniaka oddzielającej Dolinę Kościeliską w Tatrach Zachodnich od Doliny Miętusiej. Znajduje się w tej grani ponad Wyżnią Upłaziańską Równią, a poniżej Równi nad Piecem, od której oddziela ją Siodło za Piecem (ok. 1450 m). Ponad otaczający teren wznosi się na wysokość ok. 10 m. Płaskie i widokowe miejsce pod Piecem stanowi ulubione punkt odpoczynku turystów. Również ciekawy obiekt dla miłośników przyrody. W szczelinach skały i niewielkich jej skalnych półkach interesująca górska flora roślin wapieniolubnych. Oprócz pospolitych w Tatrach gatunków, takich jak skalnica gronkowa, skalnica darniowa, pierwiosnek maleńki, wiechlina alpejska i wiele innych, rosną tutaj również rzadkie gatunki: aster alpejski (gatunek bardzo rzadki!), len karpacki i niezapominajka alpejska (na łące obok skały). Tuż poniżej skały znajduje się jeszcze jedno niewielkie wzniesienie – Upłaziańska Kopka.

## Szlaki turystyczne
– czerwony z Cudakowej Polany przez Adamicę, Upłaziański Wierszyk, polanę Upłaz, Chudą Przełączkę i Twardy Grzbiet na Ciemniak. Czas przejścia: 3:25 h, ↓ 2:30 h.